# Fontaine-la-Rivière
Fontaine-la-Rivière és un municipi francès, situat al departament de l'Essonne i a la regió de Illa de França. L'any 2007 tenia 203 habitants.
Forma part del cantó d'Étampes, del districte d'Étampes i de la Comunitat d'aglomeració de l'Étampois Sud-Essonne.

## Demografia

### Població
El 2007 la població de fet de Fontaine-la-Rivière era de 203 persones. Hi havia 88 famílies, de les quals 24 eren unipersonals (12 homes vivint sols i 12 dones vivint soles), 32 parelles sense fills, 28 parelles amb fills i 4 famílies monoparentals amb fills.
La població ha evolucionat segons el següent gràfic:
Habitants censats

### Habitatges
El 2007 hi havia 93 habitatges, 84 eren l'habitatge principal de la família, 7 eren segones residències i 2 estaven desocupats. 70 eren cases i 22 eren apartaments. Dels 84 habitatges principals, 61 estaven ocupats pels seus propietaris i 23 estaven llogats i ocupats pels llogaters; 1 tenia dues cambres, 23 en tenien tres, 24 en tenien quatre i 36 en tenien cinc o més. 76 habitatges disposaven pel capbaix d'una plaça de pàrquing. A 42 habitatges hi havia un automòbil i a 40 n'hi havia dos o més.

### Piràmide de població
La piràmide de població per edats i sexe el 2009 era:
| Homes | Edats   | Dones |
| ----- | ------- | ----- |
| 0     | 95 o +  | 0     |
| 0     | 90 a 94 | 0     |
| 4     | 85 a 89 | 0     |
| 0     | 80 a 84 | 0     |
| 0     | 75 a 79 | 0     |
| 0     | 70 a 74 | 0     |
| 4     | 65 a 69 | 4     |
| 12    | 60 a 64 | 4     |
| 8     | 55 a 59 | 8     |
| 4     | 50 a 54 | 0     |
| 8     | 45 a 49 | 4     |
| 0     | 40 a 44 | 16    |
| 12    | 35 a 39 | 8     |
| 0     | 30 a 34 | 4     |
| 8     | 25 a 29 | 0     |
| 4     | 20 a 24 | 8     |
| 4     | 15 a 19 | 4     |
| 12    | 10 a 14 | 12    |
| 8     | 5 a 9   | 8     |
| 8     | 0 a 4   | 0     |

## Economia
El 2007 la població en edat de treballar era de 142 persones, 116 eren actives i 26 eren inactives. De les 116 persones actives 108 estaven ocupades (61 homes i 47 dones) i 8 estaven aturades (3 homes i 5 dones). De les 26 persones inactives 13 estaven jubilades, 6 estaven estudiant i 7 estaven classificades com a «altres inactius».

### Ingressos
El 2009 a Fontaine-la-Rivière hi havia 78 unitats fiscals que integraven 199 persones, la mediana anual d'ingressos fiscals per persona era de 25.447 €.

### Activitats econòmiques
Dels 8 establiments que hi havia el 2007, 2 eren d'empreses de construcció, 1 d'una empresa de transport, 1 d'una empresa d'informació i comunicació, 2 d'empreses immobiliàries i 2 d'empreses de serveis.
Dels 2 establiments de servei als particulars que hi havia el 2009, 1 era un paleta i 1 guixaire pintor.

## Poblacions més properes
El següent diagrama mostra les poblacions més properes.